# 8 Pułk Zmechanizowany
8 Bydgoski pułk zmechanizowany – oddział zmechanizowany Sił Zbrojnych PRL.
Powstał w 1962 w wyniku przeformowania 8 Pułku Piechoty. Wchodził w skład 3 Pomorskiej Dywizji Zmechanizowanej im. Romualda Traugutta. Stacjonował w garnizonie Hrubieszów.
W latach 80. XX w. rozformowany. Na jego bazie powstał 8 Ośrodek Materiałowo-Techniczny.

## Skład  (lata 80. XX w.)

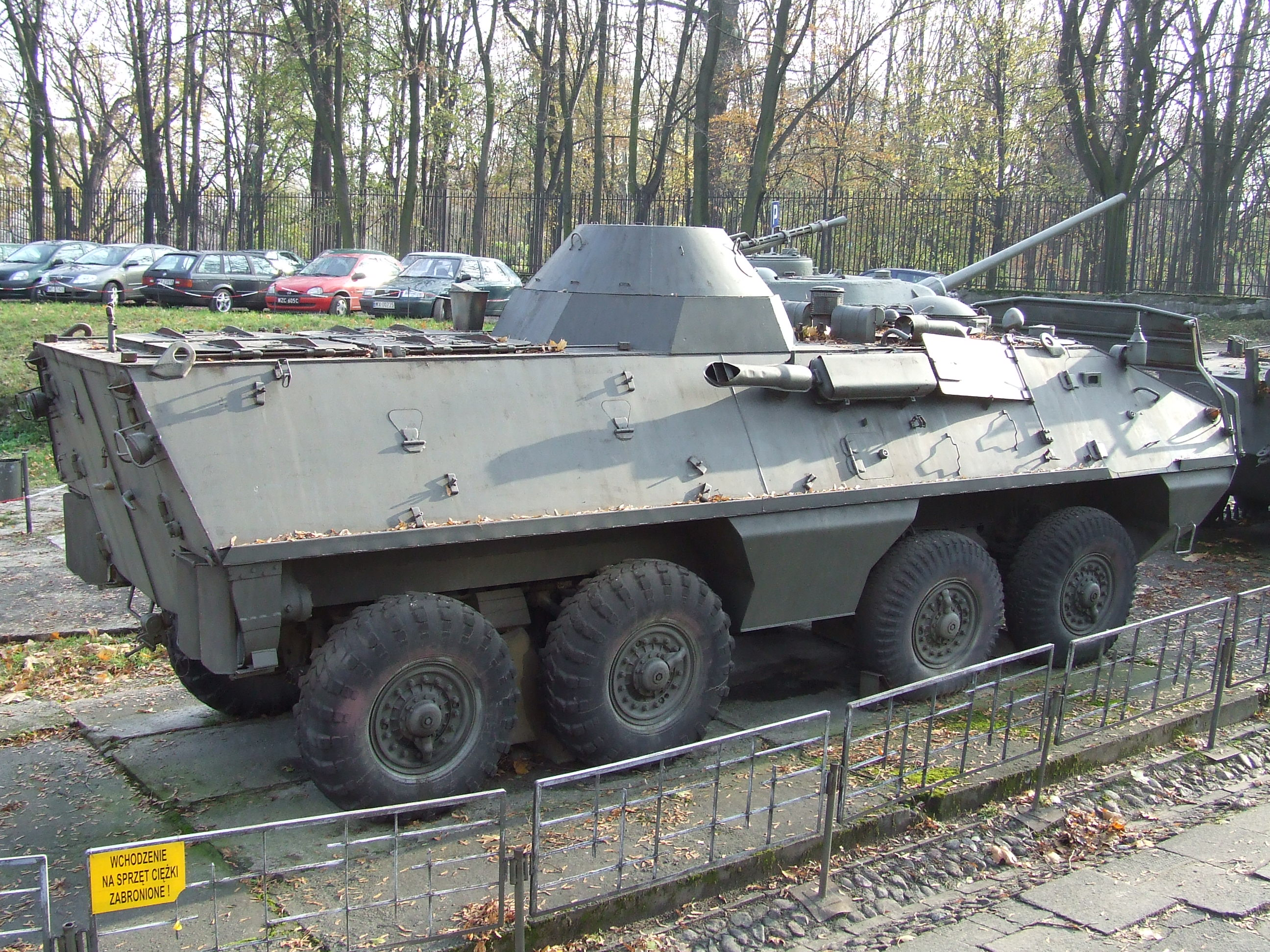
Podstawowy transporter pułku SKOT 2A

- Dowództwo i sztab
  - 3 x bataliony zmechanizowane
  - batalion czołgów
  - kompania rozpoznawcza
  - bateria haubic 122mm
  - bateria ppanc
  - kompania saperów
  - bateria plot
  - kompania łączności
  - kompania zaopatrzenia
  - kompania remontowa
  - kompania medyczna
  - pluton chemiczny
  - pluton ochrony i regulacji ruchu

## Zadania mobilizacyjne
W 1972 pułk miał zadanie w M+4 zmobilizować według etatu 30/658 131 pułk zmechanizowany 26 Rezerwowej Dywizji Zmechanizowanej. W 1984 pułk miał zadanie w M+6 zmobilizować według etatu 30/726/0 127 pułk zmechanizowany 31 Rezerwowej Dywizji Zmechanizowanej. 